# The Lunatics (theatergezelschap)
The Lunatics is een Nederlands theatergezelschap, opgericht in 1994. 
In de beginperiode vormden The Lunatics een kleinschalige straattheatergroep. Gaandeweg groeiden ze uit tot een grootschalig buitentheatergezelschap. Voorstellingen vinden binnen en buiten Nederland plaats, veelal in de vorm van locatietheater. Onder meer werden op Oerol in meerdere jaren diverse uitvoeringen gedaan.
De groep won het Straattheaterfestival in Holzminden, Duitsland in 2000.